# Acalypha lovelandii
Acalypha lovelandii är en törelväxtart som först beskrevs av Mcvaugh, och fick sitt nu gällande namn av Mcvaugh. Acalypha lovelandii ingår i släktet akalyfor, och familjen törelväxter. Inga underarter finns listade i Catalogue of Life.